# Jean Garnier (jésuite)
Pour les articles homonymes, voir Jean Garnier et Garnier.
Jean Garnier, né à Paris le 11 novembre 1612, mort à Bologne le 26 novembre 1681, est un théologien et érudit français, membre de la Compagnie de Jésus.

## Éléments de biographie
Il devint jésuite à seize ans, en 1628, et professa d'abord la rhétorique, puis, à partir de 1643, la philosophie au Collège de Clermont, et ensuite, à partir de 1653, la théologie à Bourges. Il mourut à Bologne en se rendant à Rome pour les affaires de la Compagnie.
Jean Garnier fut considéré comme l'un des plus savants jésuites de son temps, et comme un spécialiste de théologie morale, expert en casuistique.

## Publications
Jean Garnier publia: 
- Organi philosophiæ rudimenta (Paris, 1651; édition augmentée, 1677);
- Theses de philosophia morali (Paris, 1651);
- Regulæ fidei catholicæ de gratia Dei per Jesum Christum (Bourges, 1655);
- une édition commentée Juliani Eclanensis episcopi libellus missus ad sedem apostolicam, notis illustratus (Paris, 1668);
- une édition, accompagnée de commentaires et de dissertations sur le pélagianisme et le nestorianisme, des œuvres de Marius Mercator (Paris, 1673);
- une édition commentée Liberati Diaconi breviarium causæ Nestorianorum et Eutychianorum, cum notis et dissertationibus (Paris, 1675).
- S'occupant, dans ses dernières années, de la bibliothèque du collège des jésuites de Paris (le Collège de Clermont), il publia Systema bibliothecæ collegii Parisiensis Societatis Jesu (Paris, 1678).
- Enfin, il publia en 1680 le « journal des papes », Liber diurnus Romanorum Pontificum[1], avec notes et dissertations historiques (sur la correspondance des papes, sur Honorius Ier et le monothélisme, où il cherche à disculper ce pape d'hérésie, et sur l'usage du pallium).

Après sa mort: 
- son confrère, le père Jean Hardouin, publia de lui une édition commentée, accompagnée de quatre dissertations sur Théodoret de Cyr (sa vie, ses écrits, sa doctrine, le concile de 553 qui le condamna) :
- Auctarium Theodoreti Cyrensis episcopi, seu operum tomus quintus[2] (Paris, 1684 ; précédé de l'éloge du père Garnier par le père Hardouin).
- Enfin, en 1689, on publia aussi son Tractatus de officiis confessarii erga singula pænitentium genera.